# Harvard Business Review
Pour les articles homonymes, voir HBR.
La Harvard Business Review (HBR) est une revue américaine sur le monde de l'entreprise, éditée mensuellement depuis 1922 par  Harvard Business Publishing, maison d'édition appartenant à la Harvard Business School, école de management de l'université Harvard.

## Présentation
Essentiellement consacrée à la recherche, écrite pour des praticiens des affaires, cette revue nécessite une très bonne connaissance des concepts du monde de l'entreprise (management, gestion, stratégie, finance) et comporte essentiellement des articles de professeurs d'université ou d'école de commerce, de dirigeants d'entreprise ou de consultants en management. Sa diffusion mondiale en langue anglaise est d'environ 265 000 exemplaires par an.
Éditorialement, le magazine est indépendant de la Harvard Business School. Il n'est pas soumis, comme certaines grandes revues scientifiques, à un comité de relecture par des pairs (peer review). Outre la version américaine, il existe des éditions de la Harvard Business Review dans onze pays (Allemagne, Brésil, Chine, Asie du Sud, Italie, Japon, Pologne, Russie, Taïwan, Turquie, France et Corée du Sud). Ces éditions s'écoulent au total à environ 150 000 exemplaires.
En 2002, une affaire secoue le comité de rédaction quand est révélée la liaison entre la rédactrice en chef de l'époque Suzy Wetlaufer et l'ancien président de General Electric, Jack Welch. Deux rédacteurs quittent la revue se plaignant que cette liaison qui avait débuté durant le travail de Wetlaufer avec Welch pour un article avait rompu l'éthique journalistique et détérioré le climat dans la rédaction. Peu après ces démissions, Wetlaufer démissionne le 8 mars, sous la pression des critiques de l'équipe rédactionnelle restante (elle est, depuis, devenue la femme de Jack Welch avec qui elle coécrit des ouvrages de management). Trois mois plus tard, l'éditrice, Penelope Muse Abernathy, est aussi contrainte de démissionner.
Le rédacteur en chef de la Harvard Business Review est, depuis 2009, le journaliste américain Adi Ignatius.

### HBR France
Le groupe Prisma Média teste un premier numéro en langue française. À la suite du succès rencontré (environ 10 000 exemplaires vendus), la revue est lancée à un rythme bimestriel à compter du 22 janvier 2014.